# Hadrodactylus longicornis
Hadrodactylus longicornis là một loài tò vò trong họ Ichneumonidae.